# Trichopsychoda bukidnonica
Trichopsychoda bukidnonica är en tvåvingeart som beskrevs av Quate 1965. Trichopsychoda bukidnonica ingår i släktet Trichopsychoda och familjen fjärilsmyggor.
Artens utbredningsområde är Filippinerna. Inga underarter finns listade i Catalogue of Life.